# Marc-André Grondin
Pour les articles homonymes, voir Grondin.
Marc-André Grondin, né le 11 mars 1984 à Montréal, est un acteur québécois.
Il est connu pour avoir interprété le rôle-vedette du film C.R.A.Z.Y. (2005) de Jean-Marc Vallée, vu par 2,5 millions de spectateurs au Canada, en Europe et aux États-Unis. Il obtient le César du meilleur espoir masculin en 2009 pour son rôle dans Le Premier Jour du reste de ta vie.

## Biographie

### Jeunesse
Il est le fils du présentateur de radio québécois Denis Grondin.

### Les débuts à la télévision et au cinéma
Il tourne d'abord pour la télévision dès l'âge de trois ans dans un spot publicitaire (pour les jus d'orange). Enfant, il apparaît dans les séries télévisées Les Intrépides et Sous un ciel variable, adolescent, dans les séries Les Super mamies en 2002 et Watatatow en 2003. Citons aussi Les portes tournantes en 1988-89.
Sa première apparition sur le grand écran date de 1991 dans le film Nelligan, réalisé par Robert Favreau, dans lequel il tient un petit rôle. Il joue par la suite dans le court-métrage de Jean-Marc Vallée, Les Fleurs magiques, avant le tournage de C.R.A.Z.Y., qui le révèle au grand public.

### C.R.A.Z.Y.et sa carrière québécoise et française
Il tient le rôle de Zachary Beaulieu dans C.R.A.Z.Y. en 2005 ; ce jeune homosexuel québécois des années 1970 doit affronter la découverte de son orientation sexuelle dans un climat familial marqué par le catholicisme et les valeurs traditionnelles. Zachary entre notamment en conflit avec son père, joué par Michel Côté, politiquement conservateur et homophobe, avec qui il partage néanmoins la passion de la musique.

« [L'histoire de C.R.A.Z.Y] c'est une relation père-fils, une confrontation. C'est amour-haine. C'est l'amour d'un père pour son fils, l'amour d'un fils pour son père. Et c'est accepter l'un et l'autre au-delà des différences. »

— Entretien avec Marc-André Grondin
Le film débute avec la prime enfance de Zachary qui est joué par Émile Vallée, Marc-André Grondin incarnant, lui, le rôle de Zachary de ses 15 ans à 21 ans. Il obtient un prix Jutra pour sa performance d'acteur (n'hésitant pas à dire ce qu'il pense, il avait déclaré qu'un prix Jutra ne valait pas grand chose pour la carrière d'un acteur, comparativement à un Oscar par exemple). Le film s'exporte en Europe et aux États-Unis et rassemble 2,5 millions de spectateurs. C.R.A.Z.Y. a un temps disparu des écrans car les droits de diffusion sur les titres composant sa trame sonore avaient expirés.
Par la suite, il tourne au Canada dans le film La Belle Bête. En France, après sa participation au téléfilm Les Cerfs-volants diffusé sur la chaîne française France 3 en juin 2008, il interprète Raphaël Duval dans le film Le Premier Jour du reste de ta vie réalisé par Rémi Bezançon.
Ce dernier rôle lui vaut d'être récompensé par un César du meilleur espoir masculin le 27 février 2009. Mais, étant en plein tournage en Louisiane pour le film français Le Caméléon, dans lequel il tient le rôle principal, il ne peut se rendre à Paris ; c'est Rémi Bezançon qui l'accepte en son nom. Il est présent lors de la cérémonie des Césars 2010 afin de remettre le César du meilleur court métrage aux côtés de Hafsia Herzi. Gad Elmaleh, qui anime la cérémonie, lui remet son César 2009 lors d'un sketch.
En 2009, il incarne un étudiant en cinéma particulièrement malmené par le personnage incarné par Normand D'Amour dans 5150, rue des Ormes, adaptation cinématographique du roman de Patrick Sénécal.
En 2012, après avoir habitué son public à jouer dans des œuvres contemporaines, il tourne un drame historique avec L'Homme qui rit, d'après le roman de Victor Hugo, réalisé par Jean-Pierre Améris. Il partage l'affiche avec Christa Théret et Gérard Depardieu.
Aujourd'hui, il anime Hot Ones Québec et reçoit de nombreux invités québécois avec qui il mange des ailes de poulet accompagné de sauces piquantes.

## Vie privée
Marc-André Grondin est en couple avec la comédienne Sarah-Jeanne Labrosse. Le couple a donné naissance à Lawrence, en 2022 , et à une petite fille prénommée Léo en 2023. Marc-André Grondin est également père d'une fille prénommée Zoé, née d'une relation précédente.

## Filmographie

### Cinéma
- 1991 : Nelligan : Enfant à la cathédrale
- 1992 : Gaetan et Rachel en toute innocence : Gaétan (enfant) / Jérôme
- 1992 : La Fenêtre : Enfant
- 1994 : La Fête des rois : Benjamin
- 1995 : Les Fleurs magiques : DJ
- 2005 : C.R.A.Z.Y. : Zachary Beaulieu
- 2006 : La Belle Bête : Patrice
- 2008 : Le Premier Jour du reste de ta vie : Raphaël Duval
- 2008 : Bouquet final : Gabriel Lougovoï
- 2009 : Che, 2e partie : Guerilla : Régis Debray
- 2009 : 5150, rue des Ormes : Yannick Bérubé
- 2010 : Bus Palladium : Lucas
- 2010 : Le Caméléon : Frédéric Fortin
- 2010 : Insoupçonnable : Sam
- 2010 : Les Lignes ennemies : Ti cul
- 2011 : Mike : Mike
- 2011 : Le Bonheur des autres : Sylvain
- 2012 : Goon : Xavier Laflamme
- 2012 : L'Homme qui rit : Gwynplaine
- 2012 : L'Affaire Dumont : Michel Dumont
- 2013 : Vic+Flo ont vu un ours : Guillaume Perreira-Leduc
- 2015 : Tu dors Nicole : Rémi Gagnon
- 2015 : Les Douze Coups de minuit : Daniel
- 2015 : Avril et le Monde truqué : Julius
- 2017 : Goon: Last of the Enforcers : Xavier LaFlamme
- 2017 : Les Affamés de Robin Aubert : Bonin[23]
- 2020 : Mafia Inc. : Vincent «Vince» Gamache
- 2020 : Jusqu'au déclin : François
- 2023 : Richelieu : Stéphane[24]
- 2023 : Le Successeur de Xavier Legrand : Ellias Barnès[25]
- 2023 : Dissidente : Stéphane

### Télévision
- 1992 : L'enfant sur le lac : enfant
- 1993 : Les Intrépides : Nellito
- 1995 : Sous un ciel variable : Simon Egger-Tanguay
- 2000 : The Secret Adventures of Jules Verne : l'enfant au tambour
- 2002 : Les Super Mamies : Martin Lafond-Cloutier
- 2003 : Watatatow : Karl Godin
- 2006 : Nos étés : André-Jules Belzile
- 2007 : Les Cerfs-volants : Ludo
- 2015 : Spotless : Jean Bastiere
- 2016 : L'Imposteur : Philippe Bouchard/Youri Maheux
- 2019 : Les Invisibles : Lui-Même (1 épisode)
- 2019 : Fragile : Félix Bachand
- 2021 : Doute raisonnable : Frédéric Masson
- 2022 : Bye Bye 2022 : Bernard Gauthier
- 2024 : IXE-13 : IXE-13/Jean Thibault[26]

## Distinctions

### Récompenses
- Prix Jutra 2006 : Meilleur acteur pour C.R.A.Z.Y.
- Prix 2006 du Vancouver Film Critics Circle : Meilleur acteur dans un film canadien pour C.R.A.Z.Y.
- Césars 2009 : César du meilleur espoir masculin pour Le Premier Jour du reste de ta vie
- Prix 2014 du Vancouver Film Critics Circle : Meilleur acteur dans un second rôle dans un film canadien pour Tu dors Nicole
- Prix Artis 2017 : Rôle masculin séries dramatiques saisonnières pour L'Imposteur
- Prix Artis 2018 : Rôle masculin séries dramatiques saisonnières pour L'Imposteur

### Nominations
- Prix Génie 2006 : Meilleur acteur pour C.R.A.Z.Y.
- Prix Jutra 2013 : Meilleur acteur pour L'Affaire Dumont
- Prix Génie 2013 : Meilleur acteur pour L'Affaire Dumont
- Prix Écrans canadiens 2015 : Meilleur acteur dans un second rôle pour Tu dors Nicole
- Trophées Francophones du Cinéma 2015 : Meilleur acteur dans un second rôle pour Tu dors Nicole